# 帰らなかったケーン
「帰らなかったケーン」（かえらなかったケーン）は1969年7月にザ・テンプターズがリリースした7枚目のシングルである。

## 解説
- 1968年11月に発売された兄弟バンドザ・スパイダースのシングル「ガラスの聖女」を松崎由治が作詞・作曲したことの返礼として、ザ・スパイダースのかまやつひろしが両面とも書き下ろした。
- タイトルにある「ケーン」は、萩原健一がかわいがっていた犬の名前である。
- 編曲にバンド名が初めてクレジットされた曲である（静かな嵐）。

## 収録曲
※ 両曲とも作詞：なかにし礼／作曲：かまやつひろし
1. 帰らなかったケーン（3分18秒）ソロ：萩原健一
  - 編曲:川口真
2. 静かな嵐（3分13秒）ソロ：萩原健一
  - 編曲:ザ・テンプターズ・川口真